# Grand Prix moto d'Australie 2023
Le Grand Prix moto d'Australie 2023 est la seizième manche du championnat du monde de vitesse moto 2023.
Cette 33e édition du Grand Prix moto d'Australie s’est déroulée du 20 octobre au 22 octobre sur le Circuit de Phillip Island.
En raison de mauvaises prévisions météorologiques pour la journée du 22 octobre, les dates de la course sprint et de la course principale du MotoGP ont été échangées, cette dernière ayant lieu le samedi 21 octobre. Il s'agit du premier Grand Prix disputé un samedi depuis le Grand Prix MotoGP des Pays-Bas 2015.
Les courses Moto2 et Moto3 sont maintenues le 22 octobre, et les deux catégories deux classes bénéficient d’un Warm Up. La Course Sprint du MotoGP est finalement annulée en raison des conditions météorologiques .

## Qualifications

### MotoGP
| Meilleur tour de la session |

| Pos.             | No. | Pilote                | Constructeur | Temps de qualification | Temps de qualification | Grille Finale | Row |
| Pos.             | No. | Pilote                | Constructeur | Q1                     | Q2                     | Grille Finale | Row |
| ---------------- | --- | --------------------- | ------------ | ---------------------- | ---------------------- | ------------- | --- |
| 1                | 89  | Jorge Martín          | Ducati       | Qualifié en Q2         | 1 min 27 s 246         | 1             | 1   |
| 2                | 33  | Brad Binder           | KTM          | Qualifié en Q2         | 1 min 27 s 662         | 2             | 1   |
| 3                | 1   | Francesco Bagnaia     | Ducati       | 1 min 28 s 160         | 1 min 27 s 714         | 3             | 1   |
| 4                | 41  | Aleix Espargaró       | Aprilia      | Qualifié en Q2         | 1 min 27 s 844         | 4             | 2   |
| 5                | 5   | Johann Zarco          | Ducati       | Qualifié en Q2         | 1 min 27 s 903         | 5             | 2   |
| 6                | 49  | Fabio Di Giannantonio | Ducati       | Qualifié en Q2         | 1 min 27 s 919         | 6             | 2   |
| 7                | 93  | Marc Márquez          | Honda        | 1 min 28 s 237         | 1 min 28 s 012         | 7             | 3   |
| 8                | 43  | Jack Miller           | KTM          | Qualifié en Q2         | 1 min 28 s 074         | 8             | 3   |
| 9                | 12  | Maverick Viñales      | Aprilia      | Qualifié en Q2         | 1 min 28 s 093         | 9             | 3   |
| 10               | 72  | Marco Bezzecchi       | Ducati       | Qualifié en Q2         | 1 min 28 s 121         | 10            | 4   |
| 11               | 44  | Pol Espargaró         | KTM          | Qualifié en Q2         | 1 min 28 s 234         | 11            | 4   |
| 12               | 23  | Enea Bastianini       | Ducati       | Qualifié en Q2         | 1 min 28 s 287         | 12            | 4   |
| 13               | 73  | Álex Márquez          | Ducati       | 1 min 28 s 324         | N/A                    | 13            | 5   |
| 14               | 37  | Augusto Fernández     | KTM          | 1 min 28 s 435         | N/A                    | 17            | 6   |
| 15               | 25  | Raúl Fernández        | Aprilia      | 1 min 28 s 607         | N/A                    | 14            | 5   |
| 16               | 36  | Joan Mir              | Honda        | 1 min 28 s 841         | N/A                    | 15            | 5   |
| 17               | 20  | Fabio Quartararo      | Yamaha       | 1 min 28 s 925         | N/A                    | 16            | 6   |
| 18               | 10  | Luca Marini           | Ducati       | 1 min 29 s 047         | N/A                    | 18            | 6   |
| 19               | 88  | Miguel Oliveira       | Aprilia      | 1 min 29 s 182         | N/A                    | 19            | 7   |
| 20               | 21  | Franco Morbidelli     | Yamaha       | 1 min 29 s 419         | N/A                    | 20            | 7   |
| 21               | 30  | Takaaki Nakagami      | Honda        | 1 min 29 s 832         | N/A                    | 21            | 7   |
| Rapport officiel |     |                       |              |                        |                        |               |     |

## Classement MotoGP

### Course principale
| Pos.                                                               | No. | Pilote                | Equipe                       | Constructeur | Tours | Temps/Ecarts    | Grille | Points |
| ------------------------------------------------------------------ | --- | --------------------- | ---------------------------- | ------------ | ----- | --------------- | ------ | ------ |
| 1                                                                  | 5   | Johann Zarco          | Prima Pramac Racing          | Ducati       | 27    | 40 min 39 s 446 | 5      | 25     |
| 2                                                                  | 1   | Francesco Bagnaia     | Ducati Lenovo Team           | Ducati       | 27    | +0 s 201        | 3      | 20     |
| 3                                                                  | 49  | Fabio Di Giannantonio | Gresini Racing MotoGP        | Ducati       | 27    | +0 s 477        | 6      | 16     |
| 4                                                                  | 33  | Brad Binder           | Red Bull KTM Factory Racing  | KTM          | 27    | +0 s 816        | 2      | 13     |
| 5                                                                  | 89  | Jorge Martín          | Prima Pramac Racing          | Ducati       | 27    | +1 s 008        | 1      | 11     |
| 6                                                                  | 72  | Marco Bezzecchi       | Mooney VR46 Racing Team      | Ducati       | 27    | +8 s 827        | 10     | 10     |
| 7                                                                  | 43  | Jack Miller           | Red Bull KTM Factory Racing  | KTM          | 27    | +9 s 283        | 8      | 9      |
| 8                                                                  | 41  | Aleix Espargaró       | Aprilia Racing               | Aprilia      | 27    | +9 s 387        | 4      | 8      |
| 9                                                                  | 73  | Álex Márquez          | Gresini Racing MotoGP        | Ducati       | 27    | +9 s 696        | 13     | 7      |
| 10                                                                 | 23  | Enea Bastianini       | Ducati Lenovo Team           | Ducati       | 27    | +12 s 523       | 12     | 6      |
| 11                                                                 | 12  | Maverick Viñales      | Aprilia Racing               | Aprilia      | 27    | +13 s 992       | 9      | 5      |
| 12                                                                 | 10  | Luca Marini           | Mooney VR46 Racing Team      | Ducati       | 27    | +17 s 078       | 18     | 4      |
| 13                                                                 | 88  | Miguel Oliveira       | CryptoData RNF MotoGP Team   | Aprilia      | 27    | +19 s 443       | 19     | 3      |
| 14                                                                 | 20  | Fabio Quartararo      | Monster Energy Yamaha MotoGP | Yamaha       | 27    | +20 s 949       | 16     | 2      |
| 15                                                                 | 93  | Marc Márquez          | Repsol Honda Team            | Honda        | 27    | +21 s 118       | 7      | 1      |
| 16                                                                 | 25  | Raúl Fernández        | CryptoData RNF MotoGP Team   | Aprilia      | 27    | +32 s 538       | 14     |        |
| 17                                                                 | 21  | Franco Morbidelli     | Monster Energy Yamaha MotoGP | Yamaha       | 27    | +37 s 663       | 20     |        |
| 18                                                                 | 44  | Pol Espargaró         | GasGas Factory Racing Tech3  | KTM          | 27    | +37 s 668       | 11     |        |
| 19                                                                 | 30  | Takaaki Nakagami      | LCR Honda Idemitsu           | Honda        | 27    | +37 s 758       | 21     |        |
| Ab.                                                                | 37  | Augusto Fernández     | GasGas Factory Racing Tech3  | KTM          | 12    | Accident        | 17     |        |
| Ab.                                                                | 36  | Joan Mir              | Repsol Honda Team            | Honda        | 10    | Accident        | 15     |        |
| DNS                                                                | 42  | Álex Rins             | LCR Honda Castrol            | Honda        |       | Non partant     |        |        |
| Meilleur tour en course: Jorge Martín (Ducati) – 1:28.823 (tour 3) |     |                       |                              |              |       |                 |        |        |
| Rapport officiel                                                   |     |                       |                              |              |       |                 |        |        |

### Course sprint
La course sprint a été annulée en raison des conditions météorologiques.

## Classement Moto2
La course devait initialement se tenir sur 23 tours, mais en raison du mauvais temps et des mauvaises conditions sur la piste, le drapeau rouge est brandi et seuls 9 tours sont complétés. Moins des deux tiers de la distance de course initiale ayant été parcourus, la course devait être relancée pour 6 tours. La direction de la course décide finalement de ne pas relancer la relancer, les conditions de piste ne s'améliorant pas. La distribution des points est divisée par 2.
| Pos.                                                               | No. | Pilote                  | Constructeur | Tours | Temps/Ecart     | Grille | Points |
| ------------------------------------------------------------------ | --- | ----------------------- | ------------ | ----- | --------------- | ------ | ------ |
| 1                                                                  | 14  | Tony Arbolino           | Kalex        | 9     | 16 min 22 s 970 | 8      | 12.5   |
| 2                                                                  | 40  | Arón Canet              | Kalex        | 9     | +15 s 088       | 2      | 10     |
| 3                                                                  | 54  | Fermín Aldeguer         | Boscoscuro   | 9     | +15 s 614       | 1      | 8      |
| 4                                                                  | 52  | Jeremy Alcoba           | Kalex        | 8     | +1 tour         | 19     | 6.5    |
| 5                                                                  | 16  | Joe Roberts             | Kalex        | 8     | +1 tour         | 4      | 5.5    |
| 6                                                                  | 28  | Izan Guevara            | Kalex        | 8     | +1 tour         | 23     | 5      |
| 7                                                                  | 35  | Somkiat Chantra         | Kalex        | 8     | +1 tour         | 16     | 4.5    |
| 8                                                                  | 64  | Bo Bendsneyder          | Kalex        | 8     | +1 tour         | 22     | 4      |
| 9                                                                  | 37  | Pedro Acosta            | Kalex        | 8     | +1 tour         | 5      | 3.5    |
| 10                                                                 | 24  | Marcos Ramírez          | Kalex        | 8     | +1 tour         | 11     | 3      |
| 11                                                                 | 23  | Taiga Hada              | Kalex        | 8     | +1 tour         | 26     | 2.5    |
| 12                                                                 | 33  | Rory Skinner            | Kalex        | 8     | +1 tour         | 29     | 2      |
| 13                                                                 | 18  | Manuel González         | Kalex        | 8     | +1 tour         | 10     | 1.5    |
| 14                                                                 | 75  | Albert Arenas           | Kalex        | 8     | +1 tour         | 14     | 1      |
| 15                                                                 | 79  | Ai Ogura                | Kalex        | 8     | +1 tour         | 20     | 0.5    |
| 16                                                                 | 5   | Kohta Nozane            | Kalex        | 8     | +1 tour         | 25     |        |
| 17                                                                 | 71  | Dennis Foggia           | Kalex        | 8     | +1 tour         | 21     |        |
| 18                                                                 | 67  | Alberto Surra           | Forward      | 8     | +1 tour         | 27     |        |
| 19                                                                 | 17  | Álex Escrig             | Forward      | 8     | +1 tour         | 30     |        |
| 20                                                                 | 3   | Lukas Tulovic           | Kalex        | 8     | +1 tour         | 24     |        |
| NC                                                                 | 21  | Alonso López            | Boscoscuro   | 5     | +4 tours        | 3      |        |
| Ab.                                                                | 13  | Celestino Vietti        | Kalex        | 8     | Accident        | 13     |        |
| Ab.                                                                | 9   | Mattia Casadei          | Kalex        | 4     | Accident        | 28     |        |
| Ab.                                                                | 96  | Jake Dixon              | Kalex        | 4     | Accident        | 6      |        |
| Ab.                                                                | 22  | Sam Lowes               | Kalex        | 3     | Accident        | 12     |        |
| Ab.                                                                | 11  | Sergio García           | Kalex        | 3     | Accident        | 7      |        |
| Ab.                                                                | 12  | Filip Salač             | Kalex        | 3     | Accident        | 18     |        |
| Ab.                                                                | 7   | Barry Baltus            | Kalex        | 2     | Accident        | 15     |        |
| Ab.                                                                | 84  | Zonta van den Goorbergh | Kalex        | 2     | Accident        | 17     |        |
| Ab.                                                                | 15  | Darryn Binder           | Kalex        | 2     | Accident        | 9      |        |
| Meilleur tour en course: Tony Arbolino (Kalex) – 1:45.698 (tour 4) |     |                         |              |       |                 |        |        |
| Rapport officiel                                                   |     |                         |              |       |                 |        |        |

## Classement Moto3
| Pos.                                                           | No. | Pilote             | Constructeur | Tour | Temps/Ecart     | Grille | Points |
| -------------------------------------------------------------- | --- | ------------------ | ------------ | ---- | --------------- | ------ | ------ |
| 1                                                              | 53  | Deniz Öncü         | KTM          | 21   | 39 min 57 s 919 | 7      | 25     |
| 2                                                              | 71  | Ayumu Sasaki       | Husqvarna    | 21   | +0 s 407        | 1      | 20     |
| 3                                                              | 66  | Joel Kelso         | CFMoto       | 21   | +4 s 392        | 2      | 16     |
| 4                                                              | 95  | Collin Veijer      | Husqvarna    | 21   | +23 s 062       | 6      | 13     |
| 5                                                              | 31  | Adrián Fernández   | Honda        | 21   | +31 s 661       | 9      | 11     |
| 6                                                              | 54  | Riccardo Rossi     | Honda        | 21   | +31 s 702       | 17     | 10     |
| 7                                                              | 72  | Taiyo Furusato     | Honda        | 21   | +32 s 236       | 20     | 9      |
| 8                                                              | 5   | Jaume Masià        | Honda        | 21   | +32 s 923       | 13     | 8      |
| 9                                                              | 18  | Matteo Bertelle    | Honda        | 21   | +33 s 379       | 5      | 7      |
| 10                                                             | 20  | Lorenzo Fellon     | KTM          | 21   | +35 s 375       | 24     | 6      |
| 11                                                             | 9   | Nicola Carraro     | Honda        | 21   | +46 s 470       | 22     | 5      |
| 12                                                             | 82  | Stefano Nepa       | KTM          | 21   | +53 s 566       | 3      | 4      |
| 13                                                             | 96  | Daniel Holgado     | KTM          | 21   | +1 min 02 s 607 | 11     | 3      |
| 14                                                             | 70  | Joshua Whatley     | Honda        | 21   | +1 min 02 s 880 | 26     | 2      |
| 15                                                             | 6   | Ryusei Yamanaka    | Gas Gas      | 21   | +1 min 16 s 638 | 16     | 1      |
| 16                                                             | 43  | Xavier Artigas     | CFMoto       | 21   | +1 min 30 s 027 | 27     |        |
| 17                                                             | 27  | Kaito Toba         | Honda        | 21   | +1 min 52 s 035 | 25     |        |
| 18                                                             | 99  | José Antonio Rueda | KTM          | 20   | +1 tour         | 19     |        |
| Ab.                                                            | 21  | Vicente Pérez      | KTM          | 18   | Accident        | 10     |        |
| Ab.                                                            | 63  | Syarifuddin Azman  | KTM          | 14   | Accident        | 18     |        |
| Ab.                                                            | 38  | David Salvador     | KTM          | 12   | Accident        | 21     |        |
| Ab.                                                            | 64  | Mario Aji          | Honda        | 11   | Accident        | 23     |        |
| Ab.                                                            | 11  | David Alonso       | Gas Gas      | 10   | Accident        | 8      |        |
| Ab.                                                            | 44  | David Muñoz        | KTM          | 9    | Accident        | 14     |        |
| Ab.                                                            | 48  | Iván Ortolá        | KTM          | 8    | Accident        | 12     |        |
| Ab.                                                            | 7   | Filippo Farioli    | KTM          | 8    | Accident        | 15     |        |
| Ab.                                                            | 10  | Diogo Moreira      | KTM          | 5    | Abandon         | 4      |        |
| -                                                              | 19  | Scott Ogden        | Honda        |      | Non qualifié    |        |        |
| Meilleur tour en course: Deniz Öncü (KTM) – 1:51.997 (tour 16) |     |                    |              |      |                 |        |        |
| Rapport officiel                                               |     |                    |              |      |                 |        |        |

## Classements provisoires aux Championnats
Seul le top 5 de chaque championnat est présenté ici,,.

### MotoGP
|   | Pos. | Pilote            | Points |
| - | ---- | ----------------- | ------ |
|   | 1    | Francesco Bagnaia | 366    |
|   | 2    | Jorge Martín      | 339    |
|   | 3    | Marco Bezzecchi   | 293    |
|   | 4    | Brad Binder       | 224    |
| 2 | 5    | Johann Zarco      | 187    |

|  | Pos. | Constructeur | Points |
|  | ---- | ------------ | ------ |
|  | 1    | Ducati       | 552    |
|  | 2    | KTM          | 296    |
|  | 3    | Aprilia      | 274    |
|  | 4    | Yamaha       | 154    |
|  | 5    | Honda        | 150    |

|  | Pos. | Equipe                      | Points |
|  | ---- | --------------------------- | ------ |
|  | 1    | Prima Pramac Racing         | 526    |
|  | 2    | Mooney VR46 Racing Team     | 441    |
|  | 3    | Ducati Lenovo Team          | 418    |
|  | 4    | Red Bull KTM Factory Racing | 368    |
|  | 5    | Aprilia Racing              | 355    |

### Moto2
|  | Pos. | Pilote          | Points |
|  | ---- | --------------- | ------ |
|  | 1    | Pedro Acosta    | 280.5  |
|  | 2    | Tony Arbolino   | 224.5  |
|  | 3    | Jake Dixon      | 172    |
|  | 4    | Arón Canet      | 154    |
|  | 5    | Somkiat Chantra | 127.5  |

|  | Pos. | Constructeur | Points |
|  | ---- | ------------ | ------ |
|  | 1    | Kalex        | 382.5  |
|  | 2    | Boscoscuro   | 186    |
|  | 3    | Forward      | 1      |

|  | Pos. | Equipe                   | Points |
|  | ---- | ------------------------ | ------ |
|  | 1    | Red Bull KTM Ajo         | 343.5  |
|  | 2    | Elf Marc VDS Racing Team | 304.5  |
|  | 3    | Pons Wegow Los40         | 238    |
|  | 4    | Beta Tools Speed Up      | 231    |
|  | 5    | Idemitsu Honda Team Asia | 223    |

### Moto3
|  | Pos. | Pilote         | Points |
|  | ---- | -------------- | ------ |
|  | 1    | Jaume Masià    | 217    |
|  | 2    | Ayumu Sasaki   | 213    |
|  | 3    | Daniel Holgado | 195    |
|  | 4    | David Alonso   | 180    |
|  | 5    | Deniz Öncü     | 180    |

|  | Pos. | Constructeur | Points |
|  | ---- | ------------ | ------ |
|  | 1    | KTM          | 338    |
|  | 2    | Honda        | 261    |
|  | 3    | Husqvarna    | 231    |
|  | 4    | Gas Gas      | 198    |
|  | 5    | CFMoto       | 87     |

|  | Pos. | Equipe                         | Points |
|  | ---- | ------------------------------ | ------ |
|  | 1    | Liqui Moly Husqvarna Intact GP | 302    |
|  | 2    | Red Bull KTM Ajo               | 291    |
|  | 3    | Leopard Racing                 | 278    |
|  | 4    | Angeluss MTA Team              | 252    |
|  | 5    | Gaviota GasGas Aspar Team      | 244    |